# The Language Archive
The Language Archive van het Max Planck Instituut voor Psycholinguïstiek is een verzameling digitaal documentair erfgoed van bron tot opslag waarin unieke audio-, video-opnames en teksten van en over (bedreigde) talen zijn opgenomen. Voorbeelden hiervan zijn de indianentaal Wichita (nog één levende spreker), de door nog zo’n 3000 San gesproken taal Taa, en Savosavo, een taal die alleen door de inwoners van het kleine vulkanisch eiland Savo wordt gesproken.
In 2015 is een deel van het archief opgenomen in het Memory of the World register. Dit deel bevat een selectie van 102 gedocumenteerde talen.